# Championnat sud-américain de football de 1937
Navigation
Pérou 1935 Pérou 1939
Le Championnat sud-américain de football de 1937 est la quatorzième édition du championnat sud-américain de football des nations, connu comme la Copa América depuis 1975, qui a eu lieu à Buenos Aires en Argentine du 27 décembre 1936 au 1er février 1937.
Six pays y participent : l'Argentine, le Brésil, le Chili, le Paraguay, le Pérou et l'Uruguay, soit un nombre record d'équipes depuis la création de la compétition.
La Bolivie et la Colombie, fraîchement intégrée à la CONMEBOL, sont forfaits pour le tournoi.
Le Brésil et l'Argentine terminent la poule en tête à égalité de points ; une finale est donc disputée entre les deux équipes et c'est l'Argentine, à domicile, qui s'impose grâce à deux buts lors de la prolongation de Vicente de la Mata.

## Résultats

### Championnat
Les six équipes participantes sont réunies au sein d'une poule unique et disputent un championnat où chaque formation rencontre une fois ses adversaires. À l'issue de la dernière journée, normalement l'équipe totalisant le plus de points remporte la compétition. Cependant, les deux premiers terminant à égalité de points, une finale doit être disputée pour attribuer le titre.

#### Classement
|   | Équipe    | Pts | J | G | N | P | BP | BC | Diff |
| - | --------- | --- | - | - | - | - | -- | -- | ---- |
| 1 | Brésil    | 8   | 5 | 4 | 0 | 1 | 17 | 9  | +8   |
| 1 | Argentine | 8   | 5 | 4 | 0 | 1 | 12 | 5  | +7   |
| 3 | Uruguay   | 4   | 5 | 2 | 0 | 3 | 11 | 14 | -3   |
| 4 | Paraguay  | 4   | 5 | 2 | 0 | 3 | 8  | 16 | -8   |
| 5 | Chili     | 3   | 5 | 1 | 1 | 3 | 12 | 13 | -1   |
| 6 | Pérou     | 3   | 5 | 1 | 1 | 3 | 7  | 10 | -3   |

| 27 décembre 1936 | Brésil    | 3 | 2 | Pérou     |
| 30 décembre 1936 | Argentine | 2 | 1 | Chili     |
| 2 janvier 1937   | Paraguay  | 4 | 2 | Uruguay   |
| 3 janvier 1937   | Brésil    | 6 | 4 | Chili     |
| 6 janvier 1937   | Uruguay   | 4 | 2 | Pérou     |
| 9 janvier 1937   | Argentine | 6 | 1 | Paraguay  |
| 10 janvier 1937  | Chili     | 3 | 0 | Uruguay   |
| 13 janvier 1937  | Brésil    | 5 | 0 | Paraguay  |
| 16 janvier 1937  | Argentine | 1 | 0 | Pérou     |
| 17 janvier 1937  | Paraguay  | 3 | 2 | Chili     |
| 19 janvier 1937  | Brésil    | 3 | 2 | Uruguay   |
| 21 janvier 1937  | Pérou     | 2 | 2 | Chili     |
| 23 janvier 1937  | Uruguay   | 3 | 2 | Argentine |
| 24 janvier 1937  | Pérou     | 1 | 0 | Paraguay  |
| 30 janvier 1937  | Argentine | 1 | 0 | Brésil    |

#### Matchs
| 27 décembre 1936                                                                       | Brésil                                   | 3 – 2 | Pérou                             | Stade Gasómetro (Buenos Aires)                  |                                                 |
|                                                                                        | Roberto 7e · Afonsinho 30e · Niginho 57e | (2 - 0) | T. Fernández 55e · Villanueva 58e | Spectateurs : 20 000 Arbitrage : Alfredo Vargas | Spectateurs : 20 000 Arbitrage : Alfredo Vargas |
| Rei - Carnera, Jaú - Tunga, Brandão, Afonsinho - Roberto, Bahía, Niginho, Tim, Patesko | Équipes                                  | Valdivieso - A. Fernández, Soria - Tovar, Arce, Jordán ( Castillo) - Lavalle, Magallanes ( J. Alcalde), T. Fernández, Villanueva ( Álvarez), Morales |                                   | Spectateurs : 20 000 Arbitrage : Alfredo Vargas | Spectateurs : 20 000 Arbitrage : Alfredo Vargas |

| 30 décembre 1936 | Argentine        | 2 – 1 | Chili    | Stade Gasómetro (Buenos Aires)                 |                                                |
| | Varallo 30e, 43e | (2 - 0) | Toro 73e | Spectateurs : 35 000 Arbitrage : Aníbal Tejada | Spectateurs : 35 000 Arbitrage : Aníbal Tejada |
| Estrada - Tarrío, Iribarren - Sastre, Minella, Martínez - Peucelle, Varallo, Ferreyra, Scopelli ( 75e Cherro), García | Équipes          | Cabrera - Cortés, Córdova ( Baeza) - Montero, Riveros, Schneberger - Torres, Carmona, Toro, Avendaño, Ojeda |          | Spectateurs : 35 000 Arbitrage : Aníbal Tejada | Spectateurs : 35 000 Arbitrage : Aníbal Tejada |

| 2 janvier 1937                                                                                                | Paraguay                                               | 4 – 2 | Uruguay         | Stade Gasómetro (Buenos Aires)                             |                                                            |
| | A. Ortega 9e, 79e · A. González 35e · Erico 38e (pen.) | (3 - 2) | Varela 16e, 28e | Spectateurs : 35 000 Arbitrage : Virgílio Antônio Fedrighi | Spectateurs : 35 000 Arbitrage : Virgílio Antônio Fedrighi |
| M. González - Invernizzi, Olmedo - Ayala, M. Ortega, Romero - Etcheverry, Erico, A. González, A. Ortega, Flor | Équipes                                                | Besuzzo - Seoane, Muñiz - Andriolo, Galvalisi ( 80e Olivera), Chanes - Castro, Varela, Borges, Villadóniga, Ithurbide ( 70e Camaití) |                 | Spectateurs : 35 000 Arbitrage : Virgílio Antônio Fedrighi | Spectateurs : 35 000 Arbitrage : Virgílio Antônio Fedrighi |

| 3 janvier 1937 | Brésil                                                                | 6 – 4 | Chili                                      | La Bombonera (Buenos Aires)                            |                                                        |
| | Patesko 2e, 26e · Carvalho Leite 6e · Luizinho 30e, 35e · Roberto 68e | (5 - 3) | Avendaño 19e · Toro 25e, 73e · Riveros 40e | Spectateurs : 20 000 Arbitrage : José Bartolomé Macías | Spectateurs : 20 000 Arbitrage : José Bartolomé Macías |
| Jurandir - Nariz, Jaú - Tunga, Brandão, Canalli ( 46e Afonsinho) - Roberto, Luizinho, Carvalho Leite ( 46e Niginho), Tim, Patesko | Équipes                                                               | Cabrera ( Soto) - Cortés, Córdova ( Baeza) - Montero, Riveros, Schneberger - Torres, Carmona, Toro, Avendaño, Ojeda |                                            | Spectateurs : 20 000 Arbitrage : José Bartolomé Macías | Spectateurs : 20 000 Arbitrage : José Bartolomé Macías |

| 6 janvier 1937 | Uruguay                                   | 4 – 2 | Pérou                             | Stade Gasómetro (Buenos Aires)                  |                                                 |
| | Camaití 16e · Varela 31e, 56e · Píriz 79e | (2 - 2) | T. Fernández 29e · Magallanes 40e | Spectateurs : 20 000 Arbitrage : Alfredo Vargas | Spectateurs : 20 000 Arbitrage : Alfredo Vargas |
| Ballestrero ( 46e Besuzzo) - Cadilla, Muñiz - Martínez, Olivera, Chanes - Castro ( 46e Píriz), Varela, Chirimini, Roselli, Camaití | Équipes                                   | Huby - A. Fernández, Soria ( Del Río) - Tovar, Castillo, Jordán - Lavalle, Magallanes, T. Fernández, J. Alcalde, Morales |                                   | Spectateurs : 20 000 Arbitrage : Alfredo Vargas | Spectateurs : 20 000 Arbitrage : Alfredo Vargas |

| 9 janvier 1937 | Argentine                                           | 6 – 1 | Paraguay        | Stade Gasómetro (Buenos Aires)                 |                                                |
| | Scopelli 5e, 54e · García 8e · Zozaya 33e, 75e, 82e | (3 - 0) | A. González 86e | Spectateurs : 42 000 Arbitrage : Aníbal Tejada | Spectateurs : 42 000 Arbitrage : Aníbal Tejada |
| Estrada - Tarrío, Iribarren ( 53e Cuello) - Sastre, Minella, Martínez - Peucelle, Varallo, Zozaya, Scopelli, García | Équipes                                             | M. González - Invernizzi, Olmedo - Ayala, M. Ortega, Romero - Etcheverry, Erico, A. González, Esquivel, Silva |                 | Spectateurs : 42 000 Arbitrage : Aníbal Tejada | Spectateurs : 42 000 Arbitrage : Aníbal Tejada |

| 10 janvier 1937 | Chili                         | 3 – 0 | Uruguay | Stade Gasómetro (Buenos Aires)                         |                                                        |
| | Toro 17e, 83e · Arancibia 59e | (1 - 0) |         | Spectateurs : 18 000 Arbitrage : José Bartolomé Macías | Spectateurs : 18 000 Arbitrage : José Bartolomé Macías |
| Cabrera - Cortés, Córdova - Montero, Riveros, Ponce - Torres, Carmona ( Ojeda), Toro, Avendaño, Avilés ( Arancibia) | Équipes                       | Besuzzo - Seoane, Muñiz - Martínez, Olivera ( 46e Chanes), Carreras - Píriz ( 85e), Varela, Chirimini ( 46e Roselli), Villadóniga, Camaití |         | Spectateurs : 18 000 Arbitrage : José Bartolomé Macías | Spectateurs : 18 000 Arbitrage : José Bartolomé Macías |

| 13 janvier 1937 | Brésil                                                    | 5 – 0 | Paraguay | Stade Gasómetro (Buenos Aires)                         |                                                        |
| | Patesko 31e, 67e · Luizinho 42e, 51e · Carvalho Leite 59e | (2 - 0) |          | Spectateurs : 20 000 Arbitrage : José Bartolomé Macías | Spectateurs : 20 000 Arbitrage : José Bartolomé Macías |
| Jurandir ( Rei) - Nariz, Jaú - Tunga, Brandão, Afonsinho ( Britto) - Roberto, Luizinho, Carvalho Leite ( Niginho), Tim, Patesko | Équipes                                                   | M. González - Invernizzi, Olmedo - Aguirre, M. Ortega, Lezcano - Barrios, Erico ( Vera), A. González, Silva ( A. Ortega), Flor |          | Spectateurs : 20 000 Arbitrage : José Bartolomé Macías | Spectateurs : 20 000 Arbitrage : José Bartolomé Macías |

| 16 janvier 1937 | Argentine  | 1 – 0 | Pérou | Stade Gasómetro (Buenos Aires)                 |                                                |
| | Zozaya 55e | (0 - 0) |       | Spectateurs : 40 000 Arbitrage : Aníbal Tejada | Spectateurs : 40 000 Arbitrage : Aníbal Tejada |
| Estrada - Fazio, Iribarren - Sastre ( 84e 84e Blotto), Minella, Martínez ( 80e Colombo) - Peucelle, Varallo, Zozaya, Cherro ( 61e De la Mata), García | Équipes    | Honores - A. Fernández ( T. Fernández), Soria - Tovar, Castillo, Jordán - T. Alcalde, Ibáñez ( Arce), Álvarez, J. Alcalde, Paredes |       | Spectateurs : 40 000 Arbitrage : Aníbal Tejada | Spectateurs : 40 000 Arbitrage : Aníbal Tejada |

| 17 janvier 1937                                                                                              | Paraguay                                    | 3 – 2 | Chili        | Stade Gasómetro (Buenos Aires)                 |                                                |
| | Amarilla 15e · Flor 22e · Núñez Velloso 78e | (2 - 2)                                                                                                   | Toro 8e, 32e | Spectateurs : 12 000 Arbitrage : Aníbal Tejada | Spectateurs : 12 000 Arbitrage : Aníbal Tejada |
| M. González - Invernizzi, Lezcano - Ayala, M. Ortega, Esquivel - Amarilla, Erico, Núñez Velloso, Silva, Flor | Équipes                                     | Cabrera - Cortés, Córdova - Montero, Riveros, Ponce - Torres, Arancibia ( Carmona), Toro, Avendaño, Ojeda |              | Spectateurs : 12 000 Arbitrage : Aníbal Tejada | Spectateurs : 12 000 Arbitrage : Aníbal Tejada |

| 19 janvier 1937 | Brésil                                       | 3 – 2 | Uruguay                     | Stade Gasómetro (Buenos Aires)                         |                                                        |
| | Carvalho Leite 36e · Bahía 72e · Niginho 77e | (1 - 1) | Villadóniga 1re · Píriz 66e | Spectateurs : 35 000 Arbitrage : José Bartolomé Macías | Spectateurs : 35 000 Arbitrage : José Bartolomé Macías |
| Jurandir - Carnera, Jaú - Tunga, Brandão ( Zarzur), Afonsinho - Roberto, Luizinho ( Bahía), Carvalho Leite ( Niginho), Tim, Patesko | Équipes                                      | Ballestrero - Cadilla, Muñiz - Martínez, Galvalisi, Carreras - Roselli, Varela, Ithurbide ( 76e Castro), Villadóniga, Camaití ( 46e Píriz) |                             | Spectateurs : 35 000 Arbitrage : José Bartolomé Macías | Spectateurs : 35 000 Arbitrage : José Bartolomé Macías |

| 21 janvier 1937 | Pérou               | 2 – 2 | Chili                    | Stade Gasómetro (Buenos Aires)                        |                                                       |
| | J. Alcalde 1re, 26e | (2 - 1)                                                                                                  | Torres 16e · Carmona 70e | Spectateurs : 8 000 Arbitrage : José Bartolomé Macías | Spectateurs : 8 000 Arbitrage : José Bartolomé Macías |
| Honores - A. Fernández, Soria - Tovar, Castillo, Jordán ( Portal) - T. Alcalde, Ibáñez, T. Fernández ( Magallanes), J. Alcalde, Paredes | Équipes             | Cabrera - Cortés, Córdova - Montero, Riveros, Ponce - Torres, Arancibia, Toro, Avendaño ( Avilés), Ojeda |                          | Spectateurs : 8 000 Arbitrage : José Bartolomé Macías | Spectateurs : 8 000 Arbitrage : José Bartolomé Macías |

| 23 janvier 1937 | Uruguay                               | 3 – 2 | Argentine                | Stade Gasómetro (Buenos Aires)                  |                                                 |
| | Ithurbide 5e · Píriz 51e · Varela 58e | (1 - 0) | Varallo 63e · Zozaya 68e | Spectateurs : 60 000 Arbitrage : Alfredo Vargas | Spectateurs : 60 000 Arbitrage : Alfredo Vargas |
| Ballestrero ( 46e Besuzzo) - Cadilla, Muñiz - Martínez, Galvalisi, Carreras - Roselli, Varela, Ithurbide, Villadóniga ( 75e Borges), Camaití ( 19e Píriz) | Équipes                               | Estrada - Tarrío, Iribarren - Sastre, Lazzatti ( 59e Minella), Martínez ( 76e Colombo) - Peucelle, Varallo, De la Mata ( 46e Zozaya), Scopelli, García |                          | Spectateurs : 60 000 Arbitrage : Alfredo Vargas | Spectateurs : 60 000 Arbitrage : Alfredo Vargas |

| 24 janvier 1937 | Pérou       | 1 – 0 | Paraguay | Stade Monumental (Buenos Aires)               |                                               |
| | Lavalle 43e | (1 - 0) |          | Spectateurs : 8 000 Arbitrage : Aníbal Tejada | Spectateurs : 8 000 Arbitrage : Aníbal Tejada |
| Honores - A. Fernández, Soria - Tovar, Arce, Jordán - Lavalle, Ibáñez ( Magallanes), Álvarez, J. Alcalde ( Paredes), Morales | Équipes     | M. González - Invernizzi, Lezcano - Ayala, M. Ortega, Esquivel - Amarilla, Vera, Núñez Velloso, A. Ortega, Flor |          | Spectateurs : 8 000 Arbitrage : Aníbal Tejada | Spectateurs : 8 000 Arbitrage : Aníbal Tejada |

| 30 janvier 1937 | Argentine  | 1 – 0 | Brésil | Stade Gasómetro (Buenos Aires)                 |                                                |
| | García 48e | (0 - 0) |        | Spectateurs : 65 000 Arbitrage : Aníbal Tejada | Spectateurs : 65 000 Arbitrage : Aníbal Tejada |
| Bello - Tarrío, Iribarren ( 46e Fazio) - Sastre, Minella ( 46e Lazzatti), Martínez - Guaita, Varallo, Zozaya, Scopelli ( 46e Cherro), García | Équipes    | Jurandir - Nariz, Jaú - Tunga ( Britto), Brandão, Afonsinho - Roberto, Bahía ( Luizinho), Niginho ( Cardeal), Tim, Patesko |        | Spectateurs : 65 000 Arbitrage : Aníbal Tejada | Spectateurs : 65 000 Arbitrage : Aníbal Tejada |

### Finale
| 1er février 1937 | Argentine             | 2 – 0 a. p.. | Brésil | Stade Gasómetro (Buenos Aires)                        |                                                       |
| | De la Mata 102e, 112e | (0 - 0) |        | Spectateurs : 80 000 Arbitrage : Luis Alberto Mirabal | Spectateurs : 80 000 Arbitrage : Luis Alberto Mirabal |
| Bello - Tarrío, Fazio - Sastre, Lazzatti, Martínez - Guaita, Varallo ( 84e De la Mata), Zozaya ( 65e Ferreyra), Cherro ( 46e Peucelle), García | Équipes               | Jurandir - Carnera, Jaú - Britto, Brandão, Afonsinho - Roberto ( Carreiro), Luizinho ( Bahía), Cardeal ( Carvalho Leite), Tim, Patesko |        | Spectateurs : 80 000 Arbitrage : Luis Alberto Mirabal | Spectateurs : 80 000 Arbitrage : Luis Alberto Mirabal |

| Championnat sud-américain de football de 1937 - Vainqueur Argentine 5e titre |

## Meilleurs buteurs
7 buts
- Raúl Toro

5 buts
- Alberto Zozaya
- Severino Varela

4 buts
- Luizinho
- Patesko

3 buts
- Francisco Varallo
- Carvalho Leite
- Juan Píriz